# دوغ أولت
دوغ أولت (بالإنجليزية: Doug Ault)‏ هو لاعب كرة قاعدة أمريكي، ولد في 9 مارس 1950 في بومونت في الولايات المتحدة، وتوفي في 22 ديسمبر 2004 في تاربون سبرينغز في الولايات المتحدة.

## وصلات خارجية
- دوغ أولت على موقع الدوري الياباني لكرة القاعدة (الإنجليزية)
- دوغ أولت على موقعبيزبول رفرنس.كوم (الدوري الرئيسي) (الإنجليزية)
- دوغ أولت على موقعبيزبول رفرنس.كوم (الدوري الثانوي) (الإنجليزية)
- دوغ أولت على موقع مشجعي الرسوم البيانية (الإنجليزية)